# Plexippoides longus
Plexippoides longus là một loài nhện trong họ Salticidae.
Loài này thuộc chi Plexippoides. Plexippoides longus được Zhu et al miêu tả năm 2005..